# 三十間堀川
三十間堀川（さんじっけんほりかわ）は、東京都中央区にかつて存在した川（運河）である。江戸時代に造られた堀川で、京橋川（現在の新京橋出口付近）から汐留川まであり、幅が約30間（約55m）あったために三十間堀と呼ばれた。中央通りと昭和通りの間を流れていた。

## 歴史

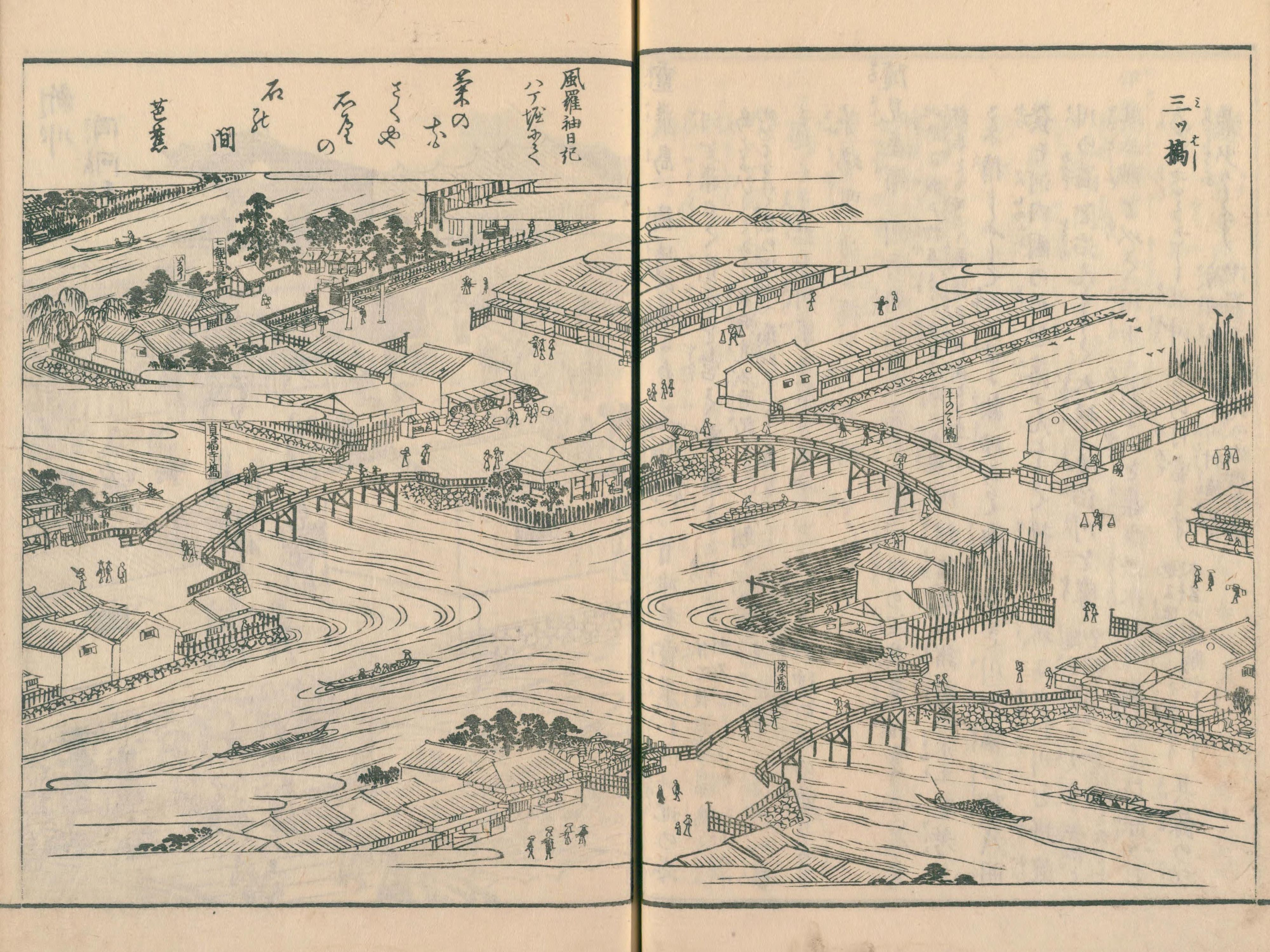
『江戸名所図会』1巻 三ツ橋（左が真福寺橋）

三十間堀川は慶長17年（1612年）に江戸の舟入堀を整備するために、西国大名に工事を命じて開削された堀で、江戸前島の東の海岸線を利用して造られた。周辺には舟運の荷揚場として河岸地があり、近年に至るまで物品を輸送する商船や屋形船などで大変賑わっていたという。都市としての江戸の全体が描かれた最古の地図として知られる『武州豊嶋郡江戸庄図』（別称・寛永江戸図。1632年作）によると、堀の東側には尾張徳川家と紀伊徳川家の蔵屋敷や、京極・加藤・松平といった大名屋敷が並んでいた。西豊玉河岸、東豊玉河岸があった。
開削当時は楓川・桜川・京橋川の合流地点より分流しており、この地点は河川が辻のようになっていた。この地点には弾正橋、白魚橋、真福寺橋がコの字に架けられており、その眺めは江戸名所図会にも三ツ橋として紹介されている。
文政11年（1828年）には両岸の河岸地が広げられ、堀幅は十九間に狭められた。
明治17年（1884年）時点で、真福寺橋・豊蔵橋・紀伊国橋・豊玉橋・朝日橋・三原橋・木挽橋・出雲橋などの橋が架けられていたが、1903年（明治36年）には分流地点が楓川・桜川の境界付近から京橋寄りに移され、元よりあった水路や白魚河岸は埋立てられ真福寺橋も廃橋となった。京橋川にT字で合流するようになる。これは防御のためにかぎ状になっていた水路を船のために真っすぐに改修したものである。旧水路上には京橋プラザなどが建つが痕跡は少ない。
第二次大戦後、東京の中心地である銀座に残された瓦礫処理を急ぐようGHQから東京都へ命令があり、都は手近な三十間堀への残土投棄を決定した。1948年（昭和23年）6月から埋立が始まり、1949年（昭和24年）7月には埋立が完了し、水路としての三十間堀川は完全に消滅した。水谷橋公園などに面影を残すほか、水路跡に建った細長いビル（銀座ファーストビル）などが往時をしのんでいる。
現在、東銀座にある晴海通りと昭和通りの交叉点には三原橋交叉点と言う名前がつけられているが、三原橋はかつて三十間堀川に架けられていた橋である。実際の三原橋は交叉点から銀座三越よりの三原橋地下街（撤去）の位置に存在していた。東京都電車の三原橋停留所があった。

## 橋梁
京橋川より
- 真福寺橋（北緯35度40分24.5秒 東経139度46分19.3秒 / 北緯35.673472度 東経139.772028度）※旧水路
- 水谷橋（北緯35度40分27.1秒 東経139度46分11.2秒 / 北緯35.674194度 東経139.769778度）※新水路
- 紀伊國橋（北緯35度40分23.2秒 東経139度46分7.7秒 / 北緯35.673111度 東経139.768806度）
- 豊玉橋（北緯35度40分19.6秒 東経139度46分4.8秒 / 北緯35.672111度 東経139.768000度）
- 朝日橋（北緯35度40分16秒 東経139度46分1.9秒 / 北緯35.67111度 東経139.767194度）
- 三原橋（北緯35度40分12.9秒 東経139度45分58.7秒 / 北緯35.670250度 東経139.766306度）
- 木挽橋（北緯35度40分10秒 東経139度45分55秒 / 北緯35.66944度 東経139.76528度）
- 賑橋（北緯35度40分7.2秒 東経139度45分51.2秒）
- 出雲橋（北緯35度40分4.2秒 東経139度45分47.3秒 / 北緯35.667833度 東経139.763139度）
- 八通八橋（北緯35度40分1.9秒 東経139度45分44.4秒 / 北緯35.667194度 東経139.762333度）